# 페틀라와드
페틀라와드(힌디어: पेटलावद)는 인도 마디아프라데시 주 자부아 현의 도시이다. 2011년 기준으로 인구는 15,174명이다.